# Akira Miyawaki
Akira Miyawaki (Takahashi, 29 de janeiro de 1928 – 16 de julho de 2021) foi um botânico japonês que ficou conhecido por ter criado o método de reflorestação e restauração de terras degradadas, conhecido como Método Miyawaki. Foi condecorado pelo Governo do Japão e laureado em 2006 com o Blue Planet Prize.             

## Biografia
Akira Miyawaki nasceu no dia 29 de janeiro de 1928 em Okayama, no Japão.
Depois de ter obtido o diploma em biologia na Universidade de Hiroshima em 1952, trabalhou como professor e investigador na Universidade Nacional de Yokohama. Lá, fundou na década de 70 o Instituto de Ciência e Tecnologia Ambiental da Universidade Nacional de Yokohama.
Ficou conhecido por ter desenvolvido o método de reflorestação e restauração de terras degradadas, conhecido como Método Miyawaki.
Faleceu no dia 16 de julho de 2021.

## Reconhecimento e prémios
Foi por duas vezes condecorado pelo Governo do Japão. Primeiro com a Medalha Shiju hōshō em 1992, e oito anos mais tarde a com Ordem do Tesouro Sagrado, Estrela de Ouro e Prata, oito anos mais tarde, no ano 2000.
Ao longo da sua carreira, Akira Miyawaki foi também distinguido com vários prémios entre eles:
- 1997 - Foi nomeado membro honorário da Associação Internacional de Ciências da Vegetação[7]

- 2006 - A Fundação Asahi Glass laureou-o com o Blue Planet Prize.[8]